# Trachyandra hispida
Trachyandra hispida là một loài thực vật có hoa trong họ Thích diệp thụ. Loài này được (L.) Kunth miêu tả khoa học đầu tiên năm 1843.